# Mario Fuentes Bargueño
Mario Fuentes Bargueño (Madrid, 10 de julio de 1986) es un exfutbolista y entrenador español que actualmente está sin equipo tras abandonar la disciplina del Atlético Sanluqueño.

## Trayectoria

### Como futbolista
Fuentes nació en Madrid e inició su carrera como futbolista en las categorías inferiores del CD Leganés con el que debutó en la temporada 2007-08. Tras cinco temporadas en el conjunto de Leganés, en 2012 firmaría por el Club de Fútbol Trival Valderas Alcorcón, donde jugaría durante una temporada antes de firmar por el Club Lleida Esportiu.
En 2014, firma como jugador del Club Deportivo Alcoyano, donde jugaría durante cuatro temporadas antes de colgar las botas como jugador.

### Como entrenador
Finalizada su carrera como futbolista en 2018, comenzó su carrera como entrenador siendo segundo entrenador del Club Deportivo Alcoyano en la temporada 2018-19. 
En julio de 2019, se convierte en director deportivo del Club de Fútbol Internacional de Madrid, en el que trabajó durante tres temporadas hasta su desaparición en 2022. 
En mayo de 2022, firma como director deportivo del Atlético Sanluqueño de Segunda Federación. En la temporada 2022-23, lograría un ascenso a Primera RFEF. 
El 27 de mayo de 2024, se convierte en nuevo director general del club gaditano.
El 1 de octubre de 2024, tras la destitución de Aitor Martínez se convierte en entrenador del Atlético Sanluqueño de la Primera RFEF, siendo relevado por Coke Andújar en la dirección deportiva del club de Sanlúcar de Barrameda.

## Clubes

### Como jugador
| Club            | País   | Año       |
| --------------- | ------ | --------- |
| C. D. Leganés   | España | 2007-2012 |
| Trival Valderas | España | 2012-2013 |
| Lleida C. F.    | España | 2013-2014 |
| C. D. Alcoyano  | España | 2014-2018 |

### Como entrenador
| Club                                                        | País   | Año       |
| ----------------------------------------------------------- | ------ | --------- |
| Club Deportivo Alcoyano (2º entrenador)                     | España | 2018-2019 |
| Club de Fútbol Internacional de Madrid (Director deportivo) | España | 2019-2022 |
| Atlético Sanluqueño (Director deportivo)                    | España | 2022-2024 |
| Atlético Sanluqueño                                         | España | 2024-2025 |